# Фери
 Тази статия е за окръга в Съединените щати.  За френския сценарист вижте Жан Фери.  
Окръг Фери (на английски: Ferry County) е окръг в щата Вашингтон, Съединени американски щати. Площта му е 5846 km², а населението – 7594 души (2017). Административен център е град Рипъблик.